# Alexander Sims
Alexander Sims (ur. 15 marca 1988 w Londynie) – brytyjski kierowca wyścigowy.

## Życiorys

### Formuła Renault
Sims karierę rozpoczął w 1998 roku, od kartingu. Po jej zakończeniu w 2006 roku postanowił rozpocząć poważną karierę wyścigową, debiutując w zimowej edycji Brytyjskiej Formuły Renault. W ciągu czterech wyścigów raz stanął na podium, zajmując ostatecznie 9. miejsce w końcowej klasyfikacji. W kolejnym sezonie startował już w głównej edycji. Wygrawszy jeden wyścig, zmagania zakończył na 8. pozycji. Poza tym ponownie zaliczył udział w zimowym cyklu, jak również wystąpił w kilku wyścigach Francuskiej oraz Północno-europejskiej Formuły Renault (ukończył je odpowiednio na dziewiętnastym, trzydziestym siódmym oraz piętnastym miejscu).
W sezonie 2008 był już wicemistrzem Brytyjskiej Formuły Renault, po tym jak stanął dwunastokrotnie na podium, z czego dwukrotnie na najwyższym stopniu. Gościnnie wystąpił również w Azjatyckiej Formule BMW oraz Północnej i Południowej edycji Formuły Renault, jednakże bez sukcesu.

### Formuła 3
W roku 2009 awansował do prestiżowej Formuły 3 Euro Series, za sprawą niemieckiej ekipy Mücke Motorsport. Dzięki równej i konsekwentnej jeździe przez cały sezon (pięciokrotnie stanął na podium, z czego raz zwyciężył) do ostatniej rundy liczył się w walce o 3. miejsce w końcowej klasyfikacji. Ostatecznie jednak przegrał ją z Valtterim Bottasem o kilkanaście punktów, będąc sklasyfikowanym tuż za podium, na 4. pozycji. Na koniec sezonu wystartował z ekipą Raikkonen Robertson Racing, w prestiżowym wyścigu o Grand Prix Makau. W wyniku kolizji zakończył go jednak na odległej 18. lokacie. Po raz kolejny zaliczył gościnny występ w innej serii, tym razem w Międzynarodowej Formule Master (nie był liczony do klasyfikacji generalnej). W ciągu czterech wyścigów, trzykrotnie znalazł się w pierwszej szóstce.
W sezonie 2010 przeniósł się do mistrzowskiej ekipy ART Grand Prix, gdzie został partnerem wcześniej wspomnianego Fina. Pomimo sporych nadziei, Brytyjczyk nie był w stanie walczyć o tytuł mistrzowski, głównie z powodu słabszej formy francuskiej stajni (silniki Mercedesa, w które był zaopatrywany, okazały się znacznie słabsze od konkurencyjnego Volkswagena). Ostatecznie z dorobkiem (ponownie) pięciu miejsc na podium, w tym jednej wygranej, Sims znowu zajął w ostatecznej klasyfikacji 4. pozycję, za partnerem Bottasem, który pozostawił w cieniu Brytyjczyka.

### Seria GP3
Na sezon 2011 Alexander podpisał kontrakt z irlandzką stajnią Status GP, na starty w serii GP3. Dzięki dobrej postawie w środkowej części zmagań Brytyjczyk został liderem mistrzostw. Brak punktów w ostatnich trzech rundach odcisnął jednak piętno na ostatecznym wyniku. W klasyfikacji generalnej Sims uplasował się dopiero na 6. pozycji. Sims pięciokrotnie znalazł się na podium, a podczas tureckiego sprintu stanął na najwyższym stopniu.
Do serii GP3 Sims powrócił w sezonie 2013 z zespole Status GP. Zmienił on jednak Adderly Fonga w czasie rundy w Niemczech. W czasie drugiego wyścigu stanął na drugim stopniu podium. Podczas rundy w Belgii powrócił do ścigania z zespołem Carlin. Z nim wygrał jeden wyścig i raz stanął na drugim stopniu podium. Ostatecznie z dorobkiem 77 punktów uplasował się na ósmej pozycji w klasyfikacji generalnej.

### Formuła E
W sezonie 2018/2019 i 2019/2020 był zawodnikiem ekipy BMW i Andretti Autosport. Od sezonu 2020/2021 jest zawodnikiem ekipy Mahindra Racing.

## Wyróżnienia
W roku 2008 Alexander otrzymał nagrodę McLaren Autosport BRDC Award, na najbardziej obiecującego brytyjskiego kierowcę sezonu.

## Wyniki

### GP3
| Legenda oznaczeń w tabelach wyników Wyświetl szablon na nowej stronie | Legenda oznaczeń w tabelach wyników Wyświetl szablon na nowej stronie                                                                     |
| Oznaczenie                                                            | Wyjaśnienie |
| --------------------------------------------------------------------- | --- |
| Złoty                                                                 | Zwycięzca lub mistrzostwo |
| Srebrny                                                               | 2. miejsce lub wicemistrzostwo |
| Brązowy                                                               | 3. miejsce lub II wicemistrzostwo |
| Zielony                                                               | Ukończył, punktował (w klasyfikacji generalnej, gdy zdobył co najmniej jeden punkt na przestrzeni sezonu, poza trzema powyższymi opcjami) |
| Niebieski                                                             | Ukończył, nie punktował (w klasyfikacji generalnej, gdy nie zdobył co najmniej jednego punktu na przestrzeni sezonu)                      |
| Czerwony                                                              | Nie zakwalifikował się (NZ) |
| Czerwony                                                              | Nie prekwalifikował się (NPK) |
| Różowy                                                                | Nie ukończył (NU) |
| Różowy                                                                | Niesklasyfikowany (NS) (w klasyfikacji generalnej, gdy nie został sklasyfikowany w żadnym wyścigu sezonu)                                 |
| Czarny                                                                | Zdyskwalifikowany (DK) |
| Czarny                                                                | Wykluczony (WYK/EX) |
| Biały                                                                 | Nie wystartował (NW) |
| Biały                                                                 | Kontuzjowany (K/INJ) |
| Biały                                                                 | Wyścig odwołany (OD/C) |
| Bez koloru                                                            | Został wycofany (WYC/WD) |
| Bez koloru                                                            | Nie przybył (NP/DNA) |
| Bez koloru                                                            | Nie brał udziału w treningach (NT/DNP) |
| Bez koloru                                                            | Nie został zgłoszony (–) |
| Pogrubienie                                                           | Start z pole position |
| Kursywa                                                               | Najszybsze okrążenie wyścigu |
| †                                                                     | Nie ukończył, ale jego rezultat został zaliczony ze względu na przejechanie więcej niż 90% dystansu wyścigu.                              |
| *                                                                     | Sezon w trakcie |
| 1/2/3                                                                 | Punktowana pozycja w sprincie kwalifikacyjnym                                                                                             |
| Lista systemów punktacji Formuły 1                                    | |

| Rok  | Zespół            | Wyniki w poszczególnych eliminacjach | Wyniki w poszczególnych eliminacjach | Wyniki w poszczególnych eliminacjach | Wyniki w poszczególnych eliminacjach | Wyniki w poszczególnych eliminacjach | Wyniki w poszczególnych eliminacjach | Wyniki w poszczególnych eliminacjach | Wyniki w poszczególnych eliminacjach | Wyniki w poszczególnych eliminacjach | Wyniki w poszczególnych eliminacjach | Wyniki w poszczególnych eliminacjach | Wyniki w poszczególnych eliminacjach | Wyniki w poszczególnych eliminacjach | Wyniki w poszczególnych eliminacjach | Wyniki w poszczególnych eliminacjach | Wyniki w poszczególnych eliminacjach | Punkty | Pozycja |
| ---- | ----------------- | ------------------------------------ | ------------------------------------ | ------------------------------------ | ------------------------------------ | ------------------------------------ | ------------------------------------ | ------------------------------------ | ------------------------------------ | ------------------------------------ | ------------------------------------ | ------------------------------------ | ------------------------------------ | ------------------------------------ | ------------------------------------ | ------------------------------------ | ------------------------------------ | ------ | ------- |
| 2011 | Status Grand Prix | TUR                                  | TUR                                  | ESP                                  | ESP                                  | VAL                                  | VAL                                  | GBR                                  | GBR                                  | DEU                                  | DEU                                  | HUN                                  | HUN                                  | BEL                                  | BEL                                  | ITA                                  | ITA                                  | 34     | 6       |
| 2011 | Status Grand Prix | 8                                    | 1                                    | NU                                   | NU                                   | 6                                    | 2                                    | 2                                    | 3                                    | 12                                   | 2                                    | DK                                   | 9                                    | NU                                   | NU                                   | 21†                                  | NU                                   | 34     | 6       |
| 2013 |                   | ESP                                  | ESP                                  | VAL                                  | VAL                                  | GBR                                  | GBR                                  | DEU                                  | DEU                                  | HUN                                  | HUN                                  | BEL                                  | BEL                                  | ITA                                  | ITA                                  | ARE                                  | ARE                                  | 77     | 8       |
| 2013 | Status GP         | -                                    | -                                    | -                                    | -                                    | -                                    | -                                    | 8                                    | 2                                    | -                                    | -                                    | -                                    | -                                    | -                                    | -                                    | -                                    | -                                    | 77     | 8       |
| 2013 | Carlin            | -                                    | -                                    | -                                    | -                                    | -                                    | -                                    | -                                    | -                                    | -                                    | -                                    | 5                                    | 1                                    | 5                                    | 6                                    | 2                                    | 7                                    | 77     | 8       |

### Podsumowanie
| Sezon | Seria                                         | Zespół                          | Wyścigi | Zwycięstwa | PP | NO | Podium | Punkty | Pozycja |
| ----- | --------------------------------------------- | ------------------------------- | ------- | ---------- | -- | -- | ------ | ------ | ------- |
| 2006  | Brytyjska Formuła Renault (zimowa edycja)     | Manor Competition               | 4       | 0          | 0  | 1  | 1      | 52     | 9       |
| 2007  | Brytyjska Formuła Renault                     | Manor Competition               | 20      | 1          | 0  | 1  | 3      | 272    | 8       |
| 2007  | Północnoeuropejski Puchar Formuły Renault 2.0 | Manor Competition               | 2       | 0          | 0  | 0  | 0      | 16     | 37      |
| 2007  | Brytyjska Formuła Renault (zimowa edycja)     | Manor Competition               | 4       | 0          | 0  | 0  | 0      | 20     | 19      |
| 2007  | Francuska Formuła Renault                     | Pole Services                   | 9       | 0          | 1  | 0  | 0      | 19     | 15      |
| 2007  | Francuska Formuła Renault                     | Manor Competition               | 9       | 0          | 1  | 0  | 0      | 19     | 15      |
| 2008  | Brytyjska Formuła Renault                     | Manor Competition               | 20      | 2          | 1  | 3  | 12     | 449    | 2       |
| 2008  | Formuła Renault 2.0 WEC                       | Manor Competition               | 2       | 0          | 0  | 0  | 0      | 0      | NS      |
| 2008  | Europejska Formuła Renault                    | SG Formula                      | 2       | 0          | 0  | 0  | 0      | 7      | 19      |
| 2008  | Azjatycka Formuła BMW                         | Team Meritus                    | 1       | 0          | 0  | 1  | 0      | 0      | NS†     |
| 2009  | Formuła 3 Euroseries                          | Mücke Motorsport                | 20      | 1          | 1  | 2  | 5      | 54     | 4       |
| 2009  | Międzynarodowa Formuła Master                 | T.S.P.                          | 4       | 0          | 0  | 0  | 0      | 0      | NS†     |
| 2009  | Grand Prix Makau                              | Raikkonen Robertson Racing      | 1       | 0          | 0  | 0  | 0      | N/A    | 18      |
| 2009  | Masters of Formula 3                          | Mücke Motorsport                | 1       | 0          | 0  | 0  | 0      | N/A    | 5       |
| 2010  | Formuła 3 Euroseries                          | ART Grand Prix                  | 18      | 1          | 0  | 0  | 5      | 63     | 4       |
| 2010  | Brytyjska Formuła 3                           | ART Grand Prix                  | 6       | 1          | 0  | 1  | 2      | N/A    | NS      |
| 2010  | Masters of Formula 3                          | ART Grand Prix                  | 1       | 0          | 1  | 0  | 1      | N/A    | 2       |
| 2010  | Auto GP                                       | Charouz Gravity Racing          | 4       | 0          | 0  | 0  | 0      | 0      | 25      |
| 2010  | Grand Prix Makau                              | Räikkönen Robertson Racing      | 1       | 0          | 0  | 0  | 0      | N/A    | NS      |
| 2011  | Seria GP3                                     | Status GP                       | 16      | 1          | 0  | 0  | 5      | 34     | 6       |
| 2011  | Brytyjska Formuła 3                           | Motopark                        | 3       | 1          | 0  | 0  | 1      | 17     | 18      |
| 2011  | Grand Prix Makau                              | TOM’s                           | 1       | 0          | 0  | 0  | 0      | N/A    | 18      |
| 2012  | Formuła 3 Euro Series                         | ThreeBond with T-Sport          | 3       | 1          | 0  | 2  | 1      | N/A    | NS†     |
| 2013  | Seria GP3                                     | Status GP                       | 8       | 1          | 0  | 1  | 3      | 77     | 8       |
| 2013  | Seria GP3                                     | Carlin                          | 8       | 1          | 0  | 1  | 3      | 77     | 8       |
| 2013  | Europejska Formuła 3                          | ThreeBond with T-Sport          | 12      | 0          | 0  | 1  | 5      | 112    | 10      |
| 2013  | Blancpain Endurance Series – GT3 Pro Cup      | Hexis Racing                    | 4       | 0          | 0  | 0  | 1      | 0      | NS†     |
| 2013  | Grand Prix Makau                              | T-Sport                         | 1       | 0          | 0  | 0  | 0      | N/A    | 4       |
| 2014  | British GT Championship – GT3                 | Ecurie Ecosse                   | 8       | 2          | 3  | 4  | 4      | 129,5  | 3       |
| 2014  | 24h Nürburgring - SP9 GT3                     | BMW Sports Trophy Team Schubert | 1       | 0          | 0  | 0  | 0      | N/A    | NS      |
| 2014  | Blancpain Endurance Series – Pro-Am Cup       | Ecurie Ecosse                   | 1       | 0          | 0  | 0  | 1      | 39     | 7       |
| 2014  | VLN Endurance - SP9                           | BMW Sports Trophy Team Schubert | 3       | 0          | 0  | 0  | 0      | 0      | NS      |
| 2014  | Blancpain Endurance Series – Pro Cup          | Triple 888 Racing               | 1       | 0          | 0  | 0  | 0      | 9      | 19      |

† – Sims nie był liczony do klasyfikacji